# المرأة والثقافة والمجتمع (كتاب)
نُشر كتاب المرأة والثقافة والمجتمع لأول مرة في عام 1974 تحت اشراف مطبعة جامعة ستانفورد. وهو كتاب مؤلف من 16 بحثًا لمجموعة من المحررين أمثال ميشيل زيمباليست روزالدو ولويز لامفير. في أعقاب حركة النسوية في الستينيات، تحدى هذا الكتاب الوضع الراهن لعلم الأنثروبولوجيا من منظور الثقافات المدروسة، ومن منظور الذكر مع تناقص المنظورات النسائية لدرجة اعتبار المرأة غير محسوسة نسبيًا. يعتبر الكتاب عملاً رائداً في هذا المجال.
يحتوي الكتاب على عدد من المقالات التي تم الاستشهاد بها على نطاق واسع بما في ذلك:
تقدم نانسي تشودورو في مقال «بنية الأسرة والشخصية الأنثوية» تفسيرات تحليلية للفروق بين الجنسين في الشخصية، بناءً على دور الأم الأساسي في تنشئة الأطفال الصغار وإقامة علاقات اجتماعية بين الفتيات في أدوارهم الجنسانية.
تجادل شيري أورتنر في مقال نشرته ضمن إحدى الدراسات النسائية، في مقال بعنوان «هل اختلاف الأنثى عن الذكور هي طبيعة ثقافية؟» بأن التبعية العالمية (أو شبه العالمية) للمرأة تختلف عبر الثقافات موضحةً بشكل جزئي وجود مفهوم مشترك للمرأة أقرب إلى مفهوم الرجال. يصف العنوان التشابه البنيوي بين الهياكل الثقافية العميقة، بالمعنى النظري لكلود ليفي شتراوس. وصفت المعارضات الثقافية بما في ذلك الثقافة / الطبيعة، الرجل / المرأة، العقل / الجسد، العامة / الخاصة، المتحضرة / البدائية، والنشطة / السلبية. في عام 1996، ذكرت أورتنر بأن الكتاب تضمن «أول مقال لكتابات نسوية.»
يشير عنوان الكتاب إلى الطبيعة الجنسانية للنص الأنثروبولوجي السابق، الإنسان، والثقافة، والمجتمع.